# Лолета (Каліфорнія)
Лолета (англ. Loleta) — переписна місцевість (CDP) в США, в окрузі Гумбольдт штату Каліфорнія. Населення — 828 осіб (2020).

## Географія
Лолета розташована за координатами 40°38′27″ пн. ш. 124°13′21″ зх. д. / 40.64083° пн. ш. 124.22250° зх. д. (40.640884, -124.222565).  За даними Бюро перепису населення США в 2010 році переписна місцевість мала площу 5,50 км², уся площа — суходіл.

## Демографія
Згідно з переписом 2010 року, у переписній місцевості мешкали 783 особи в 314 домогосподарствах у складі 181 родини. Густота населення становила 142 особи/км².  Було 341 помешкання (62/км²).
Расовий склад населення:
| - 82,1 % — білих - 2,0 % — корінних американців - 1,5 % — чорних або афроамериканців - 0,6 % — азіатів - 8,3 % — осіб інших рас |

До двох чи більше рас належало 5,4 %. Частка іспаномовних становила 14,6 % від усіх жителів.
За віковим діапазоном населення розподілялося таким чином: 23,8 % — особи молодші 18 років, 67,5 % — особи у віці 18—64 років, 8,7 % — особи у віці 65 років та старші. Медіана віку мешканця становила 36,5 року. На 100 осіб жіночої статі у переписній місцевості припадало 90,0 чоловіків;  на 100 жінок у віці від 18 років та старших — 83,7 чоловіків також старших 18 років.
Середній дохід на одне домашнє господарство  становив 44 566 доларів США (медіана — 45 417), а середній дохід на одну сім'ю — 57 521 долар (медіана — 60 417). За межею бідності перебувало 23,3 % осіб, у тому числі 45,5 % дітей у віці до 18 років та 25,0 % осіб у віці 65 років та старших.
Цивільне працевлаштоване населення становило 261 осіб. Основні галузі зайнятості: освіта, охорона здоров'я та соціальна допомога — 19,2 %, виробництво — 17,2 %, роздрібна торгівля — 14,6 %.